# Tiumen
Tiumen (russo:  Тюмень; IPA: [tʲʉˈmʲenʲ] (escutarⓘ)) é uma cidade da Sibéria, na Rússia. Foi fundada em 29 de julho de 1586. Segundo censo de 2019, havia 788 666 habitantes.

## Geografia

### Clima
| Dados climatológicos para Tiumen | Dados climatológicos para Tiumen | Dados climatológicos para Tiumen | Dados climatológicos para Tiumen | Dados climatológicos para Tiumen | Dados climatológicos para Tiumen | Dados climatológicos para Tiumen | Dados climatológicos para Tiumen | Dados climatológicos para Tiumen | Dados climatológicos para Tiumen | Dados climatológicos para Tiumen | Dados climatológicos para Tiumen | Dados climatológicos para Tiumen | Dados climatológicos para Tiumen |
| Mês                              | Jan                              | Fev                              | Mar                              | Abr                              | Mai                              | Jun                              | Jul                              | Ago                              | Set                              | Out                              | Nov                              | Dez                              | Ano                              |
| -------------------------------- | -------------------------------- | -------------------------------- | -------------------------------- | -------------------------------- | -------------------------------- | -------------------------------- | -------------------------------- | -------------------------------- | -------------------------------- | -------------------------------- | -------------------------------- | -------------------------------- | -------------------------------- |
| Temperatura máxima recorde (°C)  | 3,6                              | 7,3                              | 17,1                             | 30,7                             | 33,7                             | 35,2                             | 35,6                             | 35,0                             | 31,2                             | 23,1                             | 12,8                             | 6,7                              | 35,6                             |
| Temperatura máxima média (°C)    | −11,1                            | −8,0                             | 0,0                              | 9,7                              | 17,9                             | 23,3                             | 24,4                             | 21,4                             | 15,0                             | 7,1                              | −3,5                             | −9,1                             | 7,3                              |
| Temperatura média (°C)           | −15,4                            | −13,1                            | −5,3                             | 4,4                              | 11,7                             | 17,3                             | 18,9                             | 16,2                             | 10,3                             | 3,3                              | −7,0                             | −13,0                            | 2,4                              |
| Temperatura mínima média (°C)    | −19,6                            | −18,1                            | −10,5                            | −1,0                             | 5,4                              | 11,3                             | 13,4                             | 11,0                             | 5,5                              | −0,6                             | −10,4                            | −16,8                            | −2,5                             |
| Temperatura mínima recorde (°C)  | −41,1                            | −38,9                            | −32,7                            | −21,9                            | −9,9                             | −1,9                             | 2,8                              | −0,1                             | −5,6                             | −19,2                            | −36,7                            | −44,0                            | −44,0                            |
| Precipitação (mm)                | 23,0                             | 14,8                             | 17,8                             | 25,4                             | 42,2                             | 56,3                             | 88,9                             | 55,8                             | 53,8                             | 37,4                             | 37,0                             | 25,8                             | 478,2                            |
| Fonte: Погода в Тюмени           |                                  |                                  |                                  |                                  |                                  |                                  |                                  |                                  |                                  |                                  |                                  |                                  |                                  |